# Busan IPark
Busan IPark, voorheen Daewoo Royals en Busan I'cons geheten, is een Zuid-Koreaanse professionele voetbalclub uit Busan.
De club werd in 1979 opgericht en speelt in de K League.

## Erelijst
Nationaal
- Korean Super League: 1984, 1987, 1991, 1997
- Korean FA Cup: 2004
- Korean League Cup: 1997 A, 1997 F, 1998
- National Professional Football League Championship: 1981 (lente)
- Korean National Football Championship: 1998, 1999 (reserve-elftal)

Continentaal
- Asian Club Championship: 1986
- Afro-Asian Club Championship: 1986

## Bekende spelers
- Ahn Jung-hwan
- Seo Dong-myung
- Lee Jang-kwan
- Frane Čačić
- Ahmad Elrich
- An Yong-hak
- Somália

FC Anyang
Daegu FC
Daejeon Hana Citizen · 
Gangwon FC · 
Gimcheon Sangmu FC · 
Gwangju FC · 
Jeju SK ·
Jeonbuk Hyundai Motors · 
Pohang Steelers ··
FC Seoul · 
Suwon FC ·
Ulsan HD